# Conus tuberculosus
Conus tuberculosus é uma espécie de gastrópode do gênero Conus, pertencente à família Conidae.